# 河辺ふるさと公園
河辺ふるさと公園（かわべふるさとこうえん）は愛媛県大洲市にある河辺の公園である。

## 概要
大洲市の東南部、愛媛県のほぼ中央にある公園で、 水車小屋のあるお祭り広場では、野外ステージを使ってのイベントがおこなわれる。
合計の長さ約100ｍのジェットスライダー（山の斜面にそって造られたすべり台）や新しい日本に向かって脱藩の道を突き進む坂本龍馬と沢村惣之丞、那須俊平の姿を描いた飛翔の像がある。全般に傾斜地を生かした作りとなっていて、昇り降りを要す。

## 周辺の見所
- 河辺ふるさとの宿[2]
- 坂本龍馬脱藩之日記念館
- 龍王秋滝神社

## 遊具・設備
- 天体観測ドーム、水車小屋、お祭り広場、野外ステージ、ジェットスライダー、飛翔の像、四阿、フィールドアスレチック、トイレ
- ふれあい橋 - 河辺川にかけられたヒノキ造りの屋根付橋（Covered bridge|英語）

## アクセス
- JR四国、内子駅から車で40分
- 松山自動車道、内子五十崎ICから車で40分
- 駐車場 15台無料